# Xavier Dorfman
Xavier Dorfman (ur. 12 maja 1973) – francuski wioślarz. Złoty medalista olimpijski z Sydney.
Igrzyska w 2000 były jego drugą olimpiadą, wcześniej brał udział w IO 96. Triumfował w czwórce wagi lekkiej. Oprócz niego osadę tworzyli Jean-Christophe Bette, Laurent Porchier i Yves Hocdé. Wielokrotnie stawał na podium mistrzostw świata, w tym zostawał złotym medalistą: w 2001 w ósemce wagi lekkiej. W 1995 (dwójka bez sternika wagi lekkiej), 1997 (czwórka bez sternika wagi lekkiej) i 1998 (czwórka bez sternika wagi lekkiej) sięgał po srebro, a w 1999 (czwórka bez sternika wagi lekkiej) i 2001 (czwórka bez sternika wagi lekkiej) po brąz tej imprezy. W różnych konkurencjach był medalistą mistrzostw Francji, zdobył dziesięć tytułów mistrzowskich.